# 変ロ長調
}}
}}
変ロ長調（へんロちょうちょう）は、西洋音楽における調のひとつで、変ロ (B♭) 音を主音とする長調である。調号はフラット2箇所 (B, E) である。

## 音階と和音
| 上行→下行    | 1  | 2 | 3 | 4  | 5 | 6  | 7 | 8  | 7  | 6  | 5 | 4  | 3 | 2 | 1  |
| ------------ | -- | - | - | -- | - | -- | - | -- | -- | -- | - | -- | - | - | -- |
| 自然長音階   | B♭ | C | D | E♭ | F | G  | A | B♭ | A  | G  | F | E♭ | D | C | B♭ |
| 和声的長音階 | B♭ | C | D | E♭ | F | G♭ | A | B♭ | A  | G♭ | F | E♭ | D | C | B♭ |
| 旋律的長音階 | B♭ | C | D | E♭ | F | G  | A | B♭ | A♭ | G♭ | F | E♭ | D | C | B♭ |

赤マスは一般に臨時記号により表される。
| コードネーム | B♭ | Cm | Dm  | E♭ | F | Gm | Am-5 | B♭M7 | Cm7 | Dm7  | E♭M7 | F7 | Gm7 | Am7-5 | F9 |
| ------------ | -- | -- | --- | -- | - | -- | ---- | ---- | --- | ---- | ---- | -- | --- | ----- | -- |
| 第9音        |    |    |     |    |   |    |      |      |     |      |      |    |     |       | G  |
| 第7音        |    |    |     |    |   |    |      | A    | B♭  | C    | D    | E♭ | F   | G     | E♭ |
| 第5音        | F  | G  | A   | B♭ | C | D  | E♭   | F    | G   | A    | B♭   | C  | D   | E♭    | C  |
| 第3音        | D  | E♭ | F   | G  | A | B♭ | C    | D    | E♭  | F    | G    | A  | B♭  | C     | A  |
| 根音         | B♭ | C  | D   | E♭ | F | G  | A    | B♭   | C   | D    | E♭   | F  | G   | A     | F  |
| 和音記号     | I  | II | III | IV | V | VI | VII  | I7   | II7 | III7 | IV7  | V7 | VI7 | VII7  | V9 |

和音は自然長音階で考えたもの。
その他のコードネームも実際の楽譜では異名同音的に変えられることがある。

## 特徴
シャルパンティエはこの調について「壮麗で楽しい」と述べている。また、マッテゾンは「非常に気晴らしに富んだ、荘麗な調」と述べている。
ヴァイオリンの弦の音をすべて含んでいるため、ヴァイオリンにとっては演奏しやすく中音、導音、下中音の五度が開放弦のため倍音の響きが豊かな調である。現代の多くの管楽器は変ロ長調を基本として構成されている。特に、クラリネットやトランペットの標準的に用いられる管は変ロ管（B♭管）である（移調楽器）。またこれらのほか、トロンボーンとチューバは、記譜では移調されないものの、B♭管を基本とするものがそれ以外に比べて圧倒的に普及している。このため、変ロ長調は多くの管楽器が得意とする調であり、吹奏楽などでは変ホ長調と並んで頻繁に用いられている。吹奏楽で好まれることから、軍隊、行進のイメージがあり、プロ野球の応援歌は変ロ長調であることが多い。
18世紀までの管弦楽では、変ロ長調の曲で使用するナチュラルホルンの種類によって、高い変ロ長調と低い変ロ長調の二種類があった。通常は高い変ロ長調であって、アルトの変ロ管を使用した。ホルンらしくない甲高く壮麗な響きが特徴である。そのために同じ管長のトランペットは使用できなかった。また、11倍音以上は出しにくかったので二人一組の使用で使える和音は他の調よりも少なく単純な響きになっている。バッソの変ロ管ならば重厚な響きがしてB♭管のトランペットが使用出来たが、管長が非常に長いために応答性が悪く、低次倍音が出しにくい他、トランペットやティンパニの響きもあまり良くなかったので用いられることは少なかった。

## 変ロ長調の曲の例
Category:変ロ長調を参照。